# Wassil Strokau
Wassil Paulowitsch Strokau (belarussisch Васіль Паўловіч Строкаў, englische Transkription Vasili Strokau; * 9. Oktober 1995 in Mahiljou) ist ein belarussischer Radrennfahrer.

## Werdegang
Bis 2017 startete Strokau international vorrangig für die Nationalmannschaft. Nach dem Gewinn einer Etappe bei der Tour de l’Avenir 2017 wurde er Ende 2017 Mitglied im UCI Continental Team Minsk Cycling Club. In der Saison 2018 erzielte er bei den Five Rings of Moscow seinen ersten Erfolg auf der UCI Europe Tour. in der Saison 2019 fügte er durch den Gewinn der dritten Etappe der Tour of Xingtai seinen Palmarès einen weiteren Erfolg hinzu.
Nachdem seinem Team aufgrund des Russisch-Ukrainischen Krieges am 1. März 2022 durch die UCI die Lizenz als Continental Team entzogen wurde, trat er international nicht mehr in Erscheinung.

## Sportliche Erfolge
2013
- eine Etappe Coupe du Président de la Ville de Grudziądz

2017
- eine Etappe Tour de l’Avenir

2018
- eine Etappe Five Rings of Moscow

2019
- eine Etappe Tour of Xingtai